# Albert Lefébure
Albert Lefébure est un homme politique français né le 20 septembre 1860 à Paris et décédé le 24 septembre 1924 à Thonnelle (Meuse).

## Biographie
Albert Lefébure était fils de fabricant de colle forte à Paris mais sa profession n'est pas bien connue, il indique dans sa biographie qu'il était publiciste en 1883 mais d'autres sources indiquent qu'il était vendeur de bijoux. Il devint secrétaire du député de Paris Stephen Pichon entre 1887 et 1891, puis chef du cabinet du gouverneur général de l'Algérie en janvier 1892, il est ensuite sous-préfet de Tizi Ouzou en novembre de la même année, puis de Montmédy en 14 décembre 1895 jusqu'en mars 1900. Il accède ensuite à la fonction de secrétaire général de la Somme. Il se présente aux élections législatives de 1902 en Meuse dans l'arrondissement de Montmédy contre Albert de Benoist sur la demande du président du Conseil Pierre Waldeck-Rousseau mais échoue. Après cet échec, il se démet de son mandat de maire obtenu en 1901 et reprend sa carrière administrative. Le 9 septembre 1902, il est nommé secrétaire général de la Manche puis en mars 1903, il devient sous-préfet de Péronne. Cependant, en juin 1903, sa femme, neurasthémique se suicida. Les comités républicains de Montmédy préparait cependant déjà les élections de 1906. Le 7 janvier 1906, il fut nommé sous-préfet de l'arrondissement de Pontoise, et le même jour, secrétaire général de la Seine-et-Marne ainsi que préfet honoraire en disponibilité. Il peut alors se consacrer à la campagne électorale d'avril. Cette fois il parvint à battre de Benoist. Il siégea au groupe de la Gauche radicale. En 1907, il est aussi élu conseiller général de la Meuse contre de Benoist et il redevient maire de Thonnelle où il s'y installe. À la Chambre, il est très actif discutant sur les budgets, intervenant sur des questions de défenses, de service militaire, des douanes et proteste contre la cession du Congo en 1911. On lui proposa deux fois un poste ministérielle mais refusa. Le 14 avril 1913, Lefébure est élu président du conseil général après l'élection à la Présidence de la République de Raymond Poincaré. Finalement en octobre, il demanda à réintégrer l'administration préfectorale, il est alors nommé préfet d'Alger le 7 février 1914. Il est mis en retraite le 26 janvier 1923 pour raison de santé. 

## Sources
- « Albert Lefébure », dans le Dictionnaire des parlementaires français (1889-1940), sous la direction de Jean Jolly, PUF, 1960 [détail de l’édition]
- Dir. Jean El Gammal, François Roth et Jean-Claude Delbreil, Dictionnaire des Parlementaires lorrains de la Troisième République, Metz, Serpenoise, 2006 (ISBN 2-87692-620-2, OCLC 85885906, lire en ligne), p. 231-232